# جان ماري كاليس
جان ماري كاليس هو طبيب وسياسي فرنسي برز خلال فترة الثورة الفرنسية. ولد في 13 أكتوبر 1757 في سيساليس (إقليم غارون العليا) وتوفي في 13 أبريل 1834 في لياج (بلجيكا).

## سيرته الذاتية
عمل جان ماري كاليس نائبًا لإقليم غارون العليا في أول مجلسين جمهوريين في التاريخ الفرنسي، ونائبًا في المؤتمر الوطني من 1792 إلى 1795 ومجلس الخمسمئة من 1795 إلى 1798، وهو أحد أعضاء لجنة الأمن العام في 1795. جرى تعيينه ممثلًا مبتعثًا بموجب الاتفاقية بين عامي 1793 و1795 وأُرسل إلى مقاطعات أردين وكوت ديفوار ودوبس. في عام 1798، تقاعد عن العمل السياسي، قبل أن يُحظر من دخول الأراضي الفرنسية بتهمة قتل الملك خلال فترة استعادة النظام الملكي واستعراش آل بوربون في عام 1816.
على الرغم من أن كاليس، ممثل حزب الجبل الفرنسي، صوت لصالح قتل الملك لويس السادس عشر، يوصف بأنه ثوري معتدل. استمد فكره من الأفكار التجديدية التي ميزت عصر التنوير قبل الثورة، ولم يدعم أيًا من الأفعال والإجراءات المتطرفة التي اتُخذت خلال عهد الإرهاب وأعلن عن معارضته لروبسبيار خلال أحداث الانقلاب 9. طغت رؤيته الإصلاحية للمجتمع والمؤسسات على نشاطه البرلماني، وانعكست كذلك على مقترحاته المبتكرة بشأن الدساتير المستقبلية (دستور السنة الأولى ودستور السنة الثالثة)، وبشأن التعليم العام ومكانة المرأة في المجتمع الجديد. بصفته مندوبًا مبتعثًا، كان فعالًا في العمل الإداري والتنظيم واللوجستيات وإنفاذ القانون والتنمية الصناعية في المناطق. لم يتنازل أبدًا عن مُثله الجمهورية والإنسانية طيلة حياته وبقي معاديًا للنبلاء المحتقرين ورجال الدين المتشددين، وأدرك الصعوبات التي يعاني الشعب منها. بقي إرثه السياسي الجمهوري موجودًا في غارون العليا طوال القرن التاسع عشر بأكمله، إذ واصل ابن أخيه، غودفروي كاليس، عمله السياسي، ثم ابن ابن أخيه، جان جول غودفروي كاليس، وأصبح كلاهما ممثلًا جمهوريًا في المجلس الوطني عام 1848 ومن عام 1885.
في أكتوبر 1793، تزوج كاليس بماري سيلفيدي آن بوباردين (أرملة غابرييل إتيان بوباردين دو ريفاج دورليان)، شاردرون قبل الزواج، والمولودة في سيدان عام 1768 وتوفيت عام 1828 في لياج، حيث نُفيت وزوجها كاليس، ولم ينجبا أطفالًا.
في 13 أبريل 1834، توفي كاليس كذلك في المنفى في لياج، بعد ست سنوات من وفاة زوجته، عن عمر يناهز 76 عامًا.

### فترة شبابه
ولد جان ماري كاليس، «ابن جان كاليس، عضو مجلس بلدية كارامان» في 13 أكتوبر 1757، في سيساليس، وهي قرية صغيرة في منطقة لوراجيس بالقرب من تولوز. هو الابن الأكبر بين 10 أشقاء، فلديه شقيقتان وسبعة أشقاء أصغر منه. برز العديد من إخوته كذلك، بما في ذلك، جان كاليس (1764-1840)، ثاني أكبر أشقائه، الذي أصبح المفتش العام للمستشفيات العسكرية، وجان كريسوستوم كاليس (1769-1853)، رابع أكبر أشقائه، الذي أصبح عقيدًا في الجيش العظيم وبارون الإمبراطورية الأولى (وممثلًا في مجلس النواب الذي أنشأه نابليون خلال فترة المئة يوم في عام 1815)، وجان جوزيف إتيان فيكتورين كاليس (1772-1853)، خامس أكبر أشقائه، الذي أصبح ضابطًا عسكريًا. يمتلك والداه أراضي لوراجيس، وينحدران من عائلات بروتستانتية قديمة متجذرة في المنطقة وأُرغموا على اعتناق الكاثوليكية عقب إلغاء مرسوم فونتينبلو الصادر عن الملك لويس الرابع عشر في عام 1685.
بعد وفاة والد كاليس في عام 1785، التحق بكلية الطب بجامعة تولوز. عمل طبيبًا ومارس مهنته في بلدة ريفيل الصغيرة (غارون العليا). سرعان ما أصبح أحد مراسلي أكاديمية أراس وألف كتاب «فن الشفاء». خلال تلك الفترة، أصبح مؤيدًا للثورة، وجرى تكليفه بأداء واجبات إدارية، بما في ذلك مهمة المدعي العام النقابي (موظف قضائي برزت مهنته خلال الثورة الفرنسية) في ريفيل، قبل انتخابه حاكمًا لإقليم غارون العليا في 9 سبتمبر 1791. رفض كاليس المنصب الأخير، واختار الناخبون شقيقه الأصغر جان كاليس (1764-1840) بدلًا منه. أصبح كاليس عضوًا في جمعية أصدقاء الدستور (المعروفة باسم نادي اليعاقبة) في ريفيل بين عامي 1791 1792.

### بموجب المؤتمر الوطني

#### تأسيس الجمهورية
في 6 سبتمبر 1792، خاض جان ماري كاليس الانتخابات التشريعية وفاز بمقعد عن إقليم غارون العليا في المؤتمر الوطني. كان أصغر ممثلي المقاطعة المنتخبين، إذ بلغ من العمر 34 عامًا حينها. اُجريت هذه الانتخابات التشريعية، وهي أول تجربة اقتراع عام في التاريخ الفرنسي، في سياق وطني يشوبه الكثير من التوتر، بعد فترة لا تتجاوز شهرًا من تمرد 10 أغسطس 1792 (هجوم الباريسيين المسلحين واستيلائهم على القصر الملكي التويلري، أو «الثورة الثانية») وفي ظل التهديد الوشيك للقوات النمساوية والبروسية بقيادة دوق برونزويك ولفنبوتل، التي جابت باريس مطالبة بـ«إطلاق سراح» الملك لويس السادس عشر (الذي اعتُقل وأوقف عن العمل في 10 أغسطس)، واستعادة نظلم الملكية المطلقة.
أعلن المؤتمر الوطني إلغاء نظام الحكم الملكي خلال جلسته الأولى التي عُقدت في سال دو مانيج (قاعة أكاديمية فروسية داخلية، ومقر للتشاور خلال معظم الثورة الفرنسية منذ عام 1789) في 21 سبتمبر 1792 (اليوم الذي أعقب انتصار القوات الفرنسية في معركة فالمي). في اليوم التالي، في 22 سبتمبر 1792، أُعلن عن مرسوم قيام الجمهورية الفرنسية الأولى. اعتبارًا من هذا اليوم، جرى تأريخ جميع مشاريع القوانين العامة من «السنة الأولى» للجمهورية.
انضم كاليس إلى المجموعة السياسية التي عُرفت باسم «الجبل» (كان أعضاؤها من أبرز نواب المجلس الوطني)، والتي كانت تُعتبر المجموعة الأكثر راديكالية في المجلس بقيادة شخصيات مثل جورج دانتون وجان بول مارات وماكسيميلين دي روبسبيار. عارضت هذه المجموعة أعضاء حزب الجيرونديون.